# Flor Cuenca
Flor Cuenca (Chuspín, Áncash), conocida como Hirkawarmi, es una montañista peruana. Es la primera mujer peruana en haber llegado a la cumbre de ocho montañas arriba de los 8000 metros sin el uso de oxígeno artificial. También es la primera persona de nacionalidad peruana en haber escalado tres de las 14 montañas más altas del mundo: Gasherbrum I (8068 m), K2 (8611 m) y Kanchenjunga (8586 m).

## Biografía
Flor Cuenca nació en el paraje de Chuspín, en el distrito de Yauya en la provincia de Carlos Fermín Fitzcarrald. Es la tercera de 14 hijos de una familia dedicada a la agricultura familiar. Se formó como guía oficial de turismo en el Instituto Superior Tecnológico Eleazar Guzmán Barrón de la ciudad de Huaraz. Desde el 2006 vive en Europa y desde el 2008 en Karlsruhe en Alemania.
Ella fue la primera en alzar la voz contra las toneladas de basura en los campos superiores del K2. A principios de la temporada 2023 en los Himalayas, ayudó a un porteador paquistaní que tiritaba alrededor de las tiendas de campaña en Nanga Parbat y le explicó cómo lo habían abandonado.

## Cronología de sus cumbres
| Cumbre        | País             | Altitud | Año  | Notas                                 |
| ------------- | ---------------- | ------- | ---- | ------------------------------------- |
| Cho Oyu       | Tíbet y Nepal    | 8201 m  | 2016 | Primer 8 mil                          |
| Manaslu       | Nepal            | 8163 m  | 2017 | Segundo 8 mil                         |
| Broad Peak    | Pakistán y China | 8051 m  | 2019 | Tercer 8 mil                          |
| Gasherbrum    | Pakistán y China | 8068 m  | 2021 | Cuarto 8 mil, primer ascenso peruano  |
| Dhaulagiri    | Nepal            | 8167 m  | 2021 | Quinto 8 mil                          |
| K2            | Pakistán y China | 8611 m  | 2022 | Sexto 8 mil, primer ascenso peruano   |
| Kanchenjunga  | India y Nepal    | 8586 m  | 2023 | Séptimo 8 mil, primer ascenso peruano |
| Nanga Parbat  | Pakistán         | 8125 m  | 2023 | Octavo 8 mil                          |
| Gasherbrum II | Pakistán y China | 8035 m  | 2023 | Noveno 8 mil                          |
| Annapurna     | Nepal            | 8091 m  | 2024 | Décimo 8 mil                          |
| Makalu        | Tíbet y Nepal    | 8485 m  | 2024 | Undécimo 8 mil                        |